# Ludwik Józef de Vendôme
Ludwik Józef de Vendôme, zwany Wielki Vendôme, (ur. 1 lipca 1654, w Paryżu – zm. 11 czerwca 1712 w Vinaròs) – książę de Vendôme, marszałek Francji. Syn Ludwika II, księcia Vendôme, i Laury Mancini, siostrzenicy kardynała Mazarin. Prawnuk Henryka IV – króla Francji, i Gabrielli d'Estrées – jego metresy (księżnej de Beaufort i Verneuil, markizy de Monceaux).

## 1672-1700
Wstępując do armii w wieku 18 lat wkrótce wyróżnił się energią i osobistą odwagą w holenderskich wojnach. W 1672 brał udział w ataku na Holandię, w 1675 walczył pod wodzą Turenne'a, a w 1688 awansował do stopnia generała-lejtnanta. W wojnie palatynackiej służył pod wodzą marszałka Luksemburskiego w bitwie pod Steenkerke oraz pod wodzą Nicolasa Catinata pod Marsaglią, a w 1695 otrzymał naczelne dowództwo nad armią działającą w Katalonii, gdzie zdobył Barcelonę. Jeszcze w tym samym roku został marszałkiem Francji.

## 1700-1705
W 1702, po pierwszej nieudanej kampanii Catinata i Villeroia został naczelnym wodzem armii francuskiej we Włoszech podczas hiszpańskiej wojny sukcesyjnej. Podczas trzech kampanii włoskich udowodnił sobie, że jest godny swego wielkiego przeciwnika księcia Eugeniusza Sabaudzkiego, z którym stoczył nierozstrzygniętą bitwę pod Luzzarą i pokonał w bitwie pod Cassano, gdzie dzięki swej niezwykłej odwadze i talentowi dowódczemu, poprowadził swe wojska i zmienił porażkę, spowodowaną indolencją jego brata Zakonnika de Vendôme, w świetne zwycięstwo.

## 1706-1712
W następnym roku (1706) został wysłany do Flandrii by naprawić szkody wynikłe po klęsce pod Ramillies, z którymi nie mogli dać sobie rady ani Ferdinand de Marsin ani książę Filip Orleański. Dowodząc armią francuską wspólnie z księciem Ludwikiem Burgundzkim został pobity w bitwie pod Oudenaarde.
Książę de Vendôme przybył do Wersalu 15 grudnia 1708 roku i był mimo przegranej bitwy pod Oudenarde witany jak bohater, a cała winę za porażkę (raczej niesłusznie) zrzucano na księcia Burgundii. Louis de Rouvroy, książę de Saint-Simon krytykował w swych Pamiętnikach przesadną atencję, jaką darzono Księcia, i zestawiał obraz zarozumiałego de Vendôme'a z innym dowódcą, według Saint-Simona (i króla) zdolniejszym, a na pewno skromniejszym – Louis-François de Boufflers, który przybył na dwór w jeden dzień po księciu Vendôme. Saint-Simon uważał, że Vendôme otrzymał zaszczyty dzięki intrygom koterii dworskich, a Boufflers był bohaterem rzeczywistym.
Rozczarowany formą współdowodzenia, jaką mu narzucono i która według niego była główną przyczyną niepowodzenia, osunął się od spraw wojennych i udał się na spoczynek do swych posiadłości. Jednak nie a długo, gdyż wkrótce wezwano go, by objął dowództwo nad armią Filipa w Hiszpanii, gdzie odniósł swoje ostatnie zwycięstwa, koronując swą karierę wojskową bitwami pod Brihuegą i Villaviciozą. Jeszcze przed końcem wojny zmarł nagle w Vinaròs 11 czerwca 1712.

## Talent wojskowy
Vendôme był jednym z najbardziej znaczących wodzów w historii francuskiej armii, na początku XVIII wieku przewyższał go geniuszem wojennym tylko słynny Claude de Villars. Pomysłowość, wyobraźnia, odwaga żołnierska i talent pozwalały mu osiągnąć wiele sukcesów na różnych frontach. Bardzo pomocny był fakt, że jego osobowość wywierała ogromny wpływ na jego podwładnych, wzbudzając u nich pełne zaufanie do dowódcy, dzięki czemu dowodzone przez niego wojska zachowywały wysokie morale.